# UilenSpiegel
UilenSpiegel vzw is een vereniging voor mensen met een psychische kwetsbaarheid, levensmoeilijkheden, mensen met bijzondere psychische ervaringen.  Maar ook voor hen die zich solidair verklaren met de noden en belangen van deze groep.
UilenSpiegel streeft verbeteringen binnen de geestelijke gezondheidszorg en wil het welzijn van mensen met een psychische kwetsbaarheid vergroten. Dit doet ze door het organiseren van lotgenotencontact, informatieverstrekking, het geven van opleidngen en vorming, bevorderen van particpiatie, sensibilisering, belangen behartiging. UilenSpiegel plaatst het thema 'psychische kwetsbaarheid' hoog op de maatschappelijke en politieke agenda.
UilenSpiegel onderstreept hiermee het belang van lotgenotencontact, de noodzaak om het taboe en stigma rond psychische kwetsbaarheid te doorbreken en het belang van de rol die ervaringsdeskundigen kunnen hebben in het bereiken van haar doelstellingen. Ze staan open voor iedere levensvisie en gaat partnerschappen aan met organisaties die complementaire doelstellingen nastreven. UilenSpiegel vzw wil een warme organisatie zijn, waarin iedereen met zijn of haar psychische kwetsbaarheid zichzelf kan zijn.

## Waarden
- Toegankelijk.
- Constructief-kritisch
- Emancipatorisch

## Zes pijlers
- Lotgenotencontact
- Belangenbehartiging
- informeren
- participatie
- sensibiliseren
- Herstel & ervaringsdeskundigheid

## Projecten
- Lotgenotengroepen
- PlusVriend
- NatuurGenoten
- LuisterGenoten
- Participatie
- Ervaringsdeskundigheid & patiëntenvertegenwoordiging
- Somatische zorg
- Actiegroep Ervaringsdeskundige Hulpverleners
- NADA

## Tijdschrift Spiegel
UilenSpiegel heeft zijn eigen tijdschrift met de naam 'Spiegel'. Dit is een boeiend magazine rond allerlei actuele onderwerpen binnen de geestelijke gezondheidszorg (ggz) en de vereniging zelf.  

## Trivia
Uilenspiegel werd opgericht in 1997.
Op 22 oktober 2022 vierde UilenSpiegel hun 25-jarig bestaan met een heus symposium in Leuven. 